# Мінт-Гілл (Північна Кароліна)
Мінт-Гілл (англ. Mint Hill) — місто (англ. town) в США, в округах Мекленберг і Юніон штату Північна Кароліна. Населення — 26 450 осіб (2020).

## Географія
Мінт-Гілл розташований за координатами 35°10′42″ пн. ш. 80°39′20″ зх. д. / 35.17833° пн. ш. 80.65556° зх. д. (35.178459, -80.655447).  За даними Бюро перепису населення США в 2010 році місто мало площу 62,55 км², з яких 61,96 км² — суходіл та 0,59 км² — водойми.

## Демографія
Згідно з переписом 2010 року, у місті мешкали 22 722 особи в 8528 домогосподарствах у складі 6585 родин. Густота населення становила 363 особи/км².  Було 9149 помешкань (146/км²).
Расовий склад населення:
| - 78,4 % — білих - 12,3 % — чорних або афроамериканців - 2,5 % — азіатів - 0,6 % — корінних американців - 4,1 % — осіб інших рас |

До двох чи більше рас належало 2,0 %. Частка іспаномовних становила 8,3 % від усіх жителів.
За віковим діапазоном населення розподілялося таким чином: 24,2 % — особи молодші 18 років, 61,1 % — особи у віці 18—64 років, 14,7 % — особи у віці 65 років та старші. Медіана віку мешканця становила 41,8 року. На 100 осіб жіночої статі у місті припадало 95,5 чоловіків;  на 100 жінок у віці від 18 років та старших — 92,1 чоловіків також старших 18 років.
Середній дохід на одне домашнє господарство  становив 83 346 доларів США (медіана — 67 477), а середній дохід на одну сім'ю — 93 978 доларів (медіана — 79 540). Медіана доходів становила 51 867 доларів для чоловіків та 44 663 долари для жінок. За межею бідності перебувало 10,4 % осіб, у тому числі 9,1 % дітей у віці до 18 років та 8,8 % осіб у віці 65 років та старших.
Цивільне працевлаштоване населення становило 11 835 осіб. Основні галузі зайнятості: освіта, охорона здоров'я та соціальна допомога — 19,7 %, роздрібна торгівля — 13,8 %, науковці, спеціалісти, менеджери — 11,3 %.